# Internet międzyplanetarny
Internet międzyplanetarny - sieć węzłów (przeważnie jako sztuczny satelita) w przestrzeni międzyplanetarnej, które mogą się wzajemnie komunikować.
Z powodu znacznych opóźnień w transmisji Internet międzyplanetarny wymaga nowych technik, odpornych na duże opóźnienia. W Jet Propulsion Laboratory prowadzone są studia podjęte przez grupę roboczą kierowaną przez Adriana Hooke'a i Vintona Cerfa, jednego z pionierów Internetu.